# Эсторф (Везер)
Эсторф (нем. Estorf) — община в Германии, в земле Нижняя Саксония.
Входит в состав района Ниэнбург-на-Везере. Подчиняется управлению Ландесберген. Население составляет 1724 человека (на 31 декабря 2010 года). Занимает площадь 19,78 км².
Коммуна подразделяется на 3 сельских округа.
| Год  | Население |
| ---- | --------- |
| 1990 | 1642      |
| 1995 | 1786      |
| 2000 | 1780      |
| 2005 | 1743      |
| 2010 | 1736      |